# Panská skála
Panská skála nebo též Varhany je čedičová skála s výraznou sloupcovitou odlučností, chráněná jako národní přírodní památka, která se nachází na území města Kamenického Šenova v okrese Česká Lípa v Libereckém kraji. Chráněné území je v péči AOPK ČR, regionálního pracoviště Správa Chráněné krajinné oblasti České středohoří.

## Geologie
Vznik Panské skály je spojen s nárazem kontinentální africké litosférické desky do evropské, což vedlo ve druhohorách a třetihorách k alpinskému vrásnění a znovuaktivování vulkanismu v této krajině vlivem vzniku nových zlomů v kůře. Přes tyto zlomy mohlo opět proudit magma k povrchu. V oblasti Panské skály se vzhůru tlačilo zhruba před 30 miliony let magma čedičového složení, které se jako lávový proud rozlilo po křídovém podloží. Lávový proud začal pozvolna chladnout, čímž začala vznikat typická odlučnost, kterou je možné dnes pozorovat. V geomorfologickém členění je skála součástí podcelku Verneřického středohoří a okrsku Benešovské středohoří.

## Historie
Již na konci 19. století se začaly objevovat snahy místního obyvatelstva, např. českolipského Exkursions-Clubuu či geologa a vulkanologa Josefa Emanuela Hibsche, na ochranu tohoto unikátního lomu. Ten roku 1878 poslal českému zemskému výboru žádost o ochranu skály. Je zachováno i znění odmítavé odpovědi podepsané nejvyšším zemským maršálkem Auerspergem Theummerem, zdůvodněné nedostatkem finančních prostředků. Až v roce 1895 vydal zemský úřad rozhodnutí, které další těžbu v oblasti zakazovalo a útvar se stal nejstarší geologickou rezervací v Čechách.
Tento první zákaz nebyl s největší pravděpodobností dodržován a v těžbě se i nadále pokračovalo. V roce 1902 zahájil Fond pro záchranu Panské skály (Fond zur Erhaltung des Herrenhausfelsens bei Steinschönau), založený v Děčíně pro ochranu lokality, prodej losů po 50 haléřích za účelem konzervace skály. V čele spolkového výboru stál Adolf Helzel, starosta Kamenického Šenova a zemský poslanec Josef Emanuel Hibsch z Děčína. Do roka 1904 získal fond z prodeje losů a ze sbírek (pouliční, na plesech či z prodeje těžítek) 6 172 korun a 50 haléřů.
Roku 1906 si od majitelky dolu pronajal za poplatek 300 Kč ročně hlavní stěnu. Vzhledem k tomu, že vybraný obnos ještě nestačil k odkoupení, byla nájemní smlouva v roce 1907 prodloužena na dalších 6 let. V roce 1909 disponoval fond částkou 7 689 korun a 98 haléřů. Za pronájem skály a potřebné práce k výměře vydal do roka 1909 celkem 1 167 korun. V roce 1909 mohl být Fond zur Erhaltung des Herrenhausfelsens rozpuštěn a dozor nad skálou i se zbytkem peněžního fondu 6 192 korun a 92 haléřů převzal okresní výbor v České Kamenici.
Majitelka dolu Anna Kasper z Kamenického Šenova pokračovala v těžbě do hloubky (vznik jezírka) a 29. března 1913 vydalo okresní hejtmanství v Děčíně pro majitelku s okamžitou platností přísný zákaz těžby. Ve věci se angažovaly německé turistické spolky z Čech, alpské spolky a spolek Přátelé přírody (Naturfreunde). Do celého procesu však vstoupil v květnu roku 1913 další majitel (p. Ducke), který požadoval finanční náhradu 6 000 korun za pozemky, které od majitelky Kasper kdysi odkoupil. Spolek Přátel přírody poukazoval na to, že pouhý pronájem nestačí a že je povinností státu, aby je pro záchranu odkoupil.
V létě 1914 vzbudil velký poprask záměr realitního makléře Ferdinanda Wernera, který hodlal pozemky od majitelky za 30 000 korun odkoupit a dále za účelem zřízení štěrkovny odprodat novému zájemci (Dominik Bologna). Majitelka Anna Kasper nakonec pozemky za stejnou sumu nabídla okresnímu výboru v Kamenickém Šenově. K prodeji ale nedošlo, jelikož v říjnu 1913 orodovali zástupci zemské ústředny pro péči o památky a ochranu přírody a domoviny v Čechách za záchranu Panské skály na c. k. ministerstvu veřejných prací:
Německá deputace u ministra dra. Trnky.

Z Vídně, 23. října 1913. Dle „Deutschböhm. Korresp." dostavila se dnes za vedení posl. Pachera, Lössla a Schreitera deputace německé zemské ústředny pro péči o památky a ochranu přírody a domoviny v Čechách, jejíž předsednictví převzal kn. Max Egon Fürstenberg, k ministru veřejných prací dra. Trnkovi. Sestávala z předsedy kom. rady šl. Mattoniho a tajemníka Otta a vyslovila přání, aby ministerstvo veřejných prací jako státní úřad podporovalo cíle, o něž sdružení usiluje. Dále upozornila na nebezpečí, hrozící známé Panské Skále, tím, že v ní mají býti zařízeny lomy, a žádala, aby vláda podporovala úmysly zemské ústředny, pokud jde o koupi náležitými úděly. Ministři veřejných prací i vyučování, k němuž se deputace v téže záležitosti později dostavila, slíbili svou nejdalekosáhlejší podporu.
Národní listy, 24. října 1913, strana 5

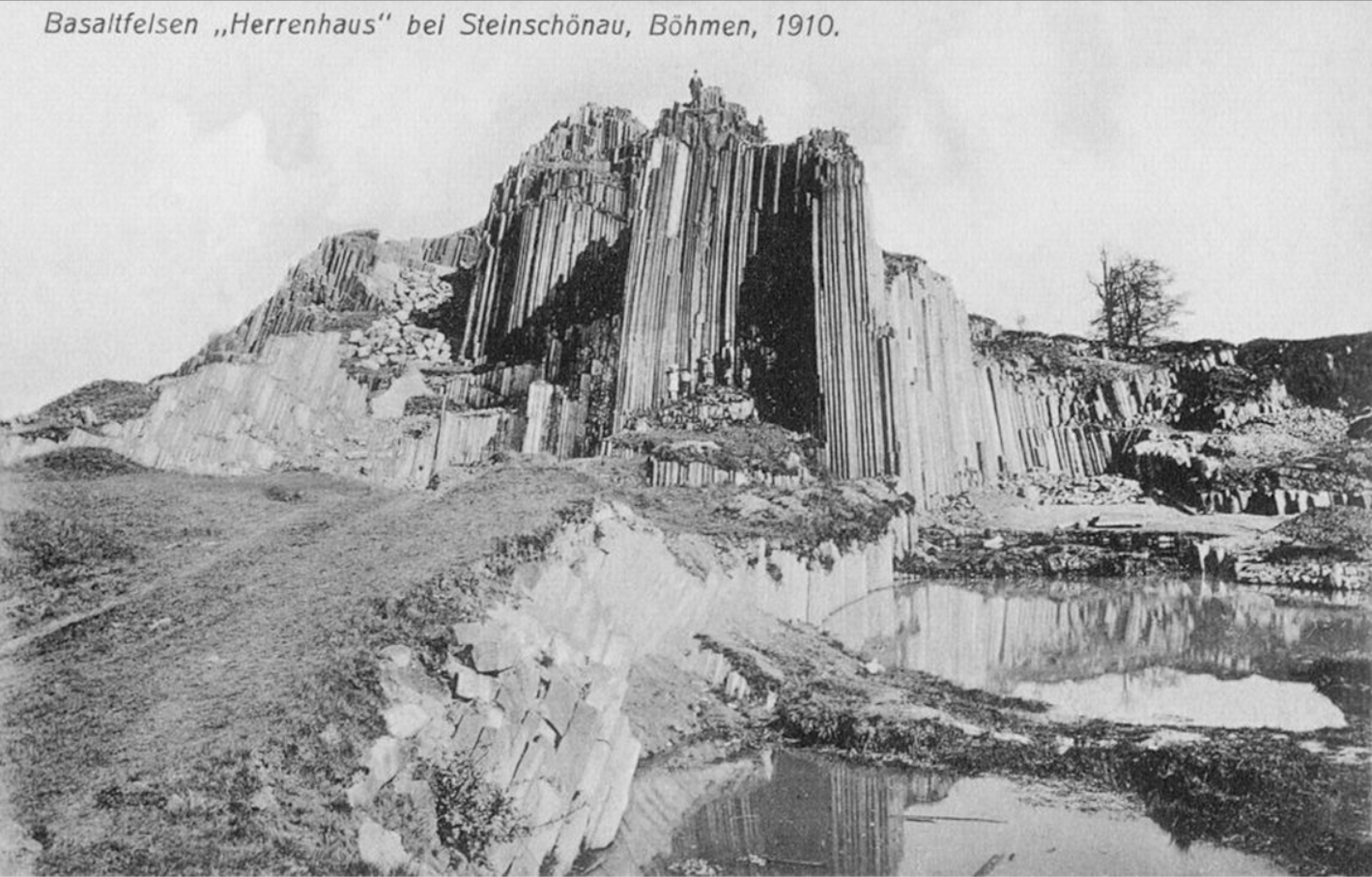
Panská skála v roce 1910

V prosinci 1914 oznámil německému Horskému spolku pro České Švýcarsko (Gebirgsverein für die Böhmische Schweiz) vedoucí úřadu Gintl z České Kamenice, že nynější majitel pozemků se rozhodl pozemky s Panskou skálou odprodat okresnímu výboru v České Kamenici a to za 20 000 korun. V roce 1914 vydalo c. k. ministerstvo orby všem ředitelstvím státních statků i lesů oběžník o ochraně přírodních památek. Snahy na tom poli přerušila první světová válka.
Vzniklou těžební depresi rychle zaplnila dešťová voda. I přes zákazy se těžba ještě občas opakovala během první světové války. Za druhé světové války byl zpracován projekt, podle něhož se mělo těžit mimo hlavní stěnu do hloubky a až k silnici. Vytěžené sloupky měly chránit ponorkovou základnu na severu Německa na ostrově Helgoland. Definitivní zákaz se objevil až roku 1948 a rychle následovala i oficiální ochrana (v letech 1953 a 1963). Úředně byla Národní přírodní památka Panská skála vyhlášena Ministerstvem školství a národní osvěty 18. září 1953. V soupisu vedeném ONV Česká Lípa byla 6. září 1963 vedena v kategorii chráněný přírodní výtvor s rozlohou 1,26 ha, v katastrálním území Kamenického Šenova jako klasická ukázka sloupcovitého rozpadu čediče.

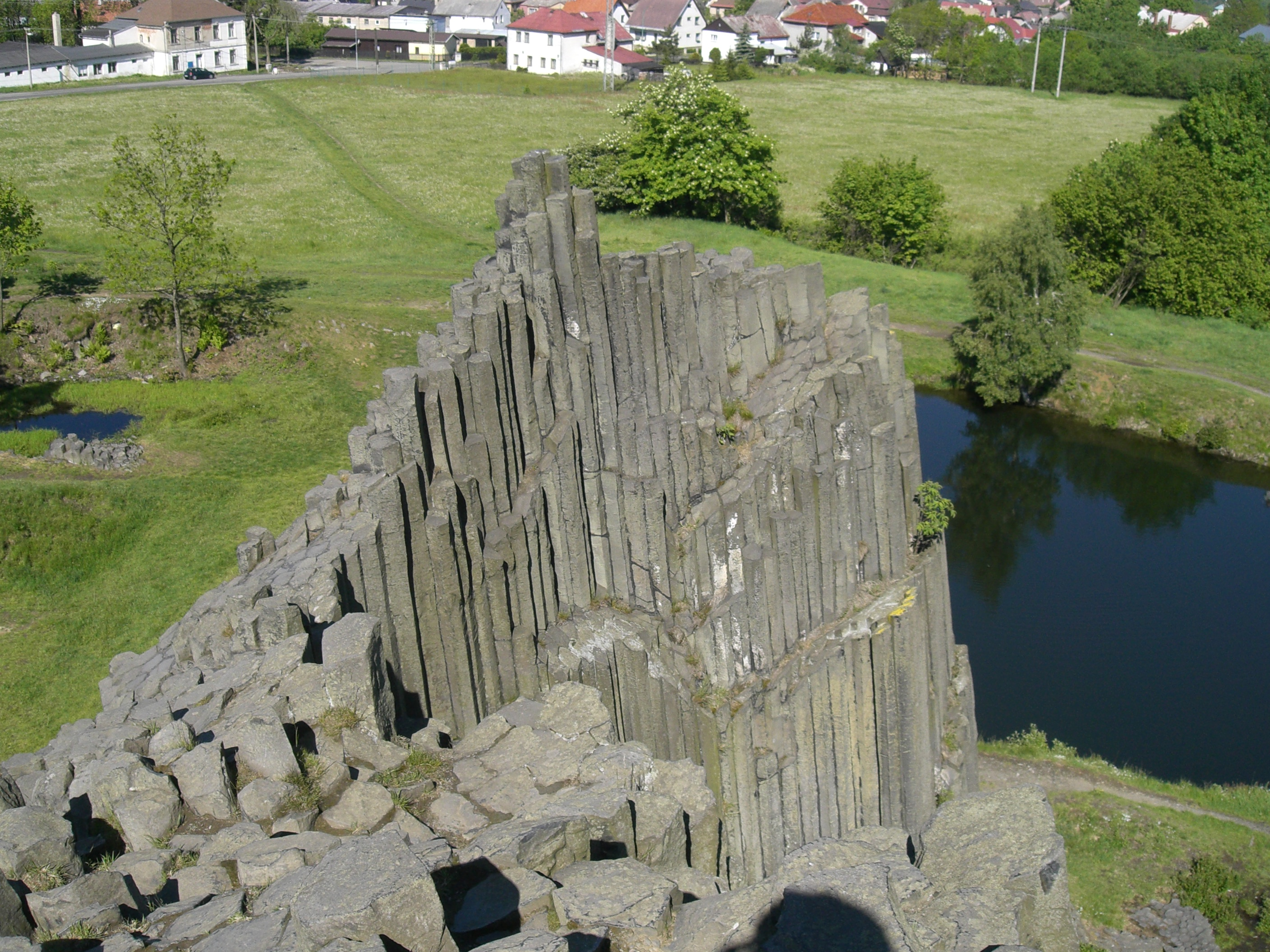
Odlučnost čediče

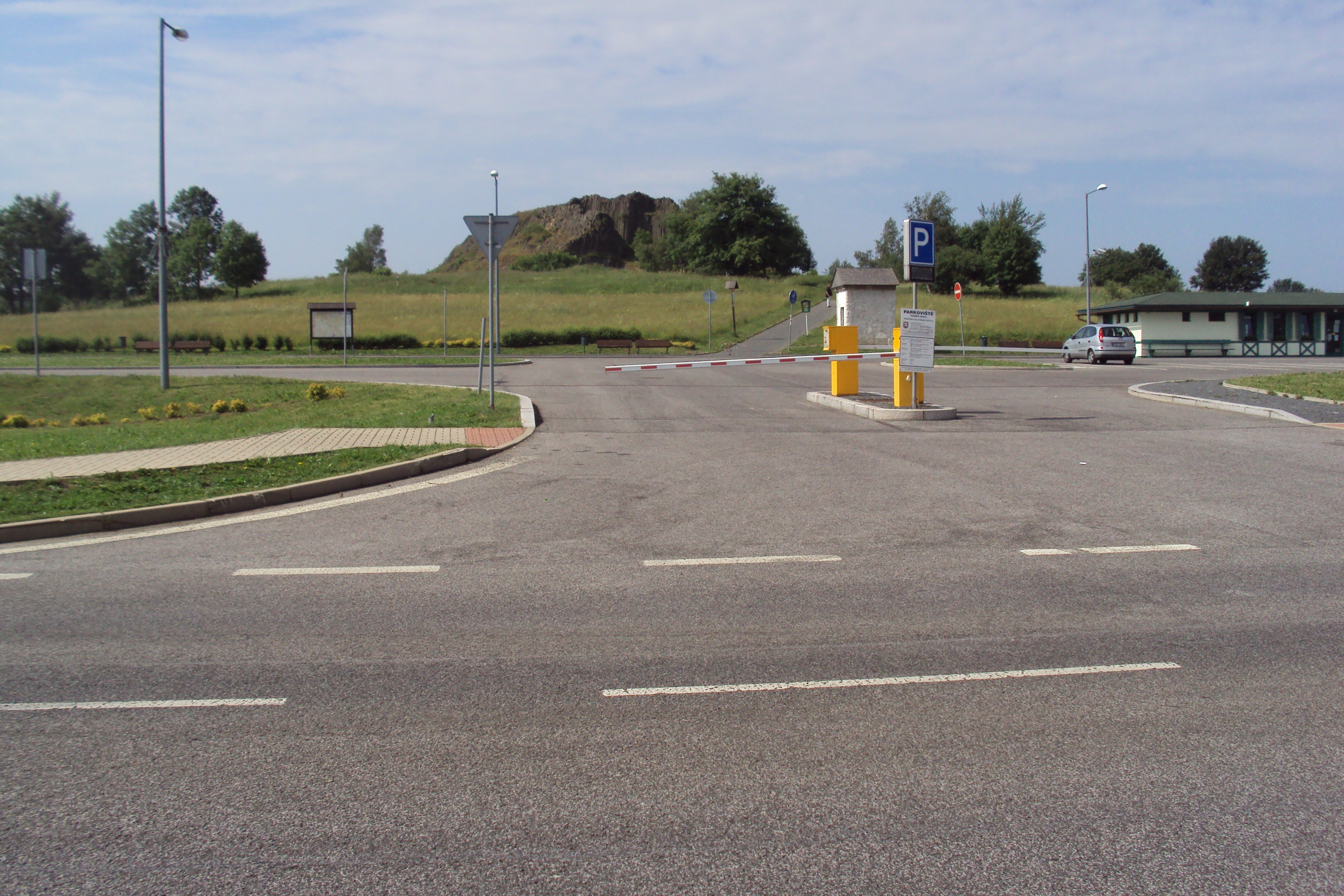
Parkoviště pod Panskou skálou

Současné podobě památky pomohl člověk svojí těžbou, když získáváním čediče odhalil svahy kopce na konci 18. století, ve kterém se tato sloupcová odlučnost objevovala. Následnou těžbou vytvářel současnou podobu skály. Vytěžený materiál byl vyvážen do zemí Beneluxu, kde se využíval pro stavbu přímořských hrází, jelikož čedič má značnou chemickou odolnost proti mořské vodě. V nejnižším patře starého lomu se dnes nachází malé jezírko. Nyní je ve správě CHKO České středohoří, v II. ochranné zóně. Občas se zde provádí čistění od náletových dřevin, údržba informačních tabulí a průchozí stezky.

## Přístup
Před památkou je placené parkoviště, kde se nacházejí turistické informace a sociální zázemí. Kolem památky vede mezinárodní silnice I. třídy E442 Ústí nad Labem - Děčín - Liberec. V roce 2013 byla dokončena cyklostezka Varhany na tělese někdejší železniční tratě ČSD 8c z České Lípy do Kamenického Šenova, zrušené v roce 1979. Do Práchně vedou tři turistické značené cesty (modrá od Nového Boru, žlutá od Žandova, zelená z centra Kamenického Šenova).

## Panská skála ve filmu
Existence památky byla zpopularizována pohádkovým filmem Pyšná princezna z roku 1952. Skála byla využita také při natáčení francouzského filmu o kouzelníkovi Merlinovi v roce 2011. Město Kamenický Šenov získalo darem část kulis, které byly součástí kouzelného vchodu v Panské skále. Skála je zachycena v klipu Paulie Garanda Zázrak a také Lament polské kapely Riverside. Objevila se také v českém filmu Hodinářův učeň z roku 2020.